# Hatecore
Hatecore ist ein Subgenre innerhalb des Hardcore Punks und bezeichnete ursprünglich Gruppen mit besonders aggressiven und hasserfüllten Texten. Klar zu unterscheiden ist zwischen dem klassischen Hatecore um 1990, der eher Metal-orientierte Hardcore-Bands umfasste, und der heutigen Verwendung des Begriffs für Gruppen, die dem Rechtsextremismus, Neonazismus, Rassismus und der White-Supremacy-Ideologie anhängen oder nahestehen.

## Geschichte

### Hatecore als Spielart des Hardcore Punk
Der Begriff ‚Hatecore‘ wurde zuerst gegen 1989 von der New Yorker Gruppe SFA gebraucht, um sich vom ‚Positive-Hardcore‘ der ‚Youth-Crew‘-Straight-Edge-Bewegung abzuheben, den die Band als stereotyp und ‚hippiemäßig‘ empfand. Das Bandsymbol von SFA zeigte den Bandnamen in großer Schrift und darunter auf zwei Zeilen verteilt die Worte „New York City Hate-Core“, eingerahmt in einem weißen Rechteck auf schwarzem Untergrund.

“For some idiotic reason, in the mid-'80s the New York scene split in two, and you were either a hardcore kid in jock clothes or a punk with a million band names written on your studded jacket; however, we always thought of it as being one type of music: hardcore/punk.”

„Aus irgendeinem idiotischen Grund spaltete sich die New Yorker Szene Mitte der 80er in zwei Lager und du warst entweder ein Hardcore-Kid in Jock-Klamotten oder ein Punk mit einer Million Bandnamen auf deiner Jacke voller Nieten; wie auch immer, wir dachten uns das immer als einen Typ von Musik: Hardcore/Punk.“

Nachdem die Gruppe den Begriff „Hatecore“ auf ihren Flyern verwendet hatte, verbreitete dieser sich und wurde auch von Labels und Fanzines aufgegriffen und auch auf andere Bands angewandt, zunächst auf Gruppen wie Sheer Terror, welche einen ähnlichen rauen und hasserfüllten Stil spielten wie SFA und einen ähnlichen Hintergrund besaßen. Später aber wurde der Begriff vor allem mit Gruppen verbunden, deren Stil dem in New York und Umgebung aufgekommenem ‚Metallic Hardcore‘ entsprach und vor allem für Victory-Records-Veröffentlichungen, aber auch für militante Straight-Edge-Formationen, sogar Hardline-Bands, verwendet. Mit der Zeit wurde der Begriff Hatecore jedoch immer beliebiger aufgrund der Verschiedenheit der Gruppen, die als Hatecore kategorisiert wurden, und Fanzines begannen sich über die zunehmende Stereotypität und Unoriginalität des Stils zu beklagen. Mehr und mehr geriet Hatecore zum Synonym für sogenannte „Tough-guy“-Bands. Gegen Ende eines relativ kurzen Booms Anfang der 1990er-Jahre versank Hatecore als eigenständige Genrebezeichnung zunächst wieder in der Bedeutungslosigkeit und geriet nach und nach weitestgehend außer Gebrauch. Trotzdem wurde und wird der Begriff Hatecore auch heute noch sporadisch gebraucht, um Bands mit dezidiert nicht rechtsradikalem Hintergrund zu beschreiben. So taucht er u. a. in Reviews in Zusammenhang mit Hateclub, D-fens, Inflexible, Next Step Up, Wolfbrigade oder Blood for Blood auf.

### Kontroverse zum Begriff
Zu den Missverständnissen und Kontroversen des „Hass“-Begriffes im Hatecore schrieb der Sänger von SFA, Brendan Rafferty, 1991: „Für diejenigen, die es immer noch nicht kapieren, im ‚Hate-Core‘, wie ich ihn genannt habe, geht es nicht um sinnlose, mutwillige Gewalt oder Diskriminierung, wie es manche Leute missinterpretiert haben. Es geht darum, die wahre Wut über die moralischen, sozialen und politischen Ungerechtigkeiten, die uns tagtäglich begegnen, auszudrücken. Diejenigen, die denken, Zorn hätte keinen Platz im Underground, haben selber keinen Platz im Underground.“

### Klassische Hatecore-Bands
- 25 Ta Life[6]
- Born Against[7]
- Burn[7]
- Cro-Mags[8]
- Earth Crisis[9]
- Edgewise[10]
- Hammerhead[11]
- Hatebreed (früher)[12]
- Integrity[13]
- Lavatory
- Neanderthal[14]
- Neglect
- Nihilistics
- Rorschach[7]
- SFA
- Sick of It All (Frühphase)[8]
- Snapcase[15]
- Undertow[16]
- Vegan Reich[17]
- Yuppicide[18]

## Hatecore als rechtsextreme Musik
Nachdem es um Hatecore Kontroversen gab, sei es wegen White-Pride-Bekundungen einzelner Bandmitglieder, religiösem Fanatismus oder militanter Straight-Edge-Ideologien, wurde der Begriff ab Mitte der 1990er-Jahre in der US-amerikanischen White-Power-Musikszene aufgegriffen und errang in Zusammenhang mit rechtsextremen und offen neonazistischen Bands auch außerhalb der eigentlichen Hardcore-Szene weitere Verbreitung. Als erste Bands gelten hier unter anderem Angry Aryans, Blue Eyed Devils, H8Machine und Intimidation One, welche den New Yorker ‚Metallic-Hardcore‘-Stil imitierten und somit musikalisch den früheren Hatecore-Bands nacheiferten. Der Begriff ‚Hatecore‘ wurde in der Interpretation rechter Hörer zum Begriff des Hate crime gestellt.
Seit der Jahrtausendwende wird sich nun szeneübergreifend an musikalischen als auch visuellen Merkmalen, also dem Lebensstil und Dresscode, der modernen Hardcore- und Metalcore-Szene orientiert. So sind Szenegänger wie auch Szeneveröffentlichungen äußerlich oft nicht oder nur schwer von nicht-rechtsextremen Anhängern oder Tonträgern zu unterscheiden. Die aus dem RAC hervorgegangene Band Keine Reue gilt als erste deutsche rechtsextreme Hatecore-Band, als bekannte Bands gelten Moshpit, Path of Resistance, Brainwash, Race War, Burning Hate oder Race Riot, wobei es nicht unüblich ist, dass Musiker vorher oder parallel in klassischen Rechtsrock- oder NSBM-Bands spielten oder spielen. Als Synonym zum „neuen“ Hatecore hat sich, vorrangig in Deutschland, der Begriff „NSHC“ (National Socialist Hardcore) etabliert. Ingo Taler jedoch bezeichnet den NSHC-Begriff als unbrauchbar, da diese Bands selten eindeutig Stellung bezögen, und verwendet stattdessen den Begriff „White-Power-Hardcore“ (WP-HC). Als Reaktion der Hardcore-Szene bildete sich in Deutschland die Good-Night-White-Pride-Kampagne, auf die wiederum seitens der neonazistisch gesinnten Anhänger mit „Good Night Left Side“ reagiert wurde.
In den letzten Jahren machen sich zudem Teile der Szene die Ideologie der Straight-Edge-Bewegung zu eigen, in den Vereinigten Staaten zum Beispiel durch das Netzwerk „Terror Edge“. Dabei wird das Konzept einer drogenfreien und körperbewussten Lebensweise als Grundelement zur Schaffung beziehungsweise Bewahrung eines „gesunden Volkskörpers“ interpretiert.
Überschneidungen ergeben sich seit einigen Jahren außerdem zu den Autonomen Nationalisten.